# Dialecto consecutivo
Un dialecto consecutivo es una variedad territorial de un idioma procedente del trasplante del idioma desde el área de un dialecto constitutivo, es decir, que su área es una zona de expansión de un dominio lingüístico. El punto de unión entre los dialectos consecutivos y los constitutivos son los dialectalismos pasivos. Los dialectos consecutivos también suelen tener más o menos elementos procedentes de la lengua anterior hablada en el territorio (sustrato), que carecen los dialectos constitutivos correspondientes. 
En el castellano o español son dialectos consecutivos las variantes meridionales de España (hablas andaluzas, extremeño, murciano o canario) y el español de América.
El término dialecto puede tener un cierto matiz peyorativo basado en criterios y prejuicios extralingüísticos, por eso es interesante resaltar que cualquier hablante de una lengua usa un dialecto ya que la suma de todos los dialectos es lo que configura a una lengua. Los dialectos consecutivos, normalmente le aportan a la lengua más dinamismo y soluciones lingüísticas que pueden generalizarse a todo el ámbito de la lengua de la que forma parte.
En la lengua catalana son dialectos consecutivos todos los de la Cataluña Nueva (catalán tarraconense, dentro del bloque dialectal oriental; catalán de transición y catalán noroccidental de transición, en el Principado de Cataluña, dentro del bloque dialectal occidental), de las Baleares (catalán balear), de la Comunidad Valenciana (valenciano) y de Alguer (catalán alguerés). Ha habido dialectos consecutivos desaparecidos, como el de Fort-de-l'Eau (la actual Bordj El Kiffan, en Argelia), resultado de una colonización menorquina y también llamado patuet, o los dialectos de las ciudades sardas de Casteddu (Cagliari) y Tàttari (Sassari). En el caso de la zona occidental de la Cataluña Nueva, se discute el grado de afinidad con el catalán del mozárabe que se hablaba en el momento de la conquista catalana. El área de un dialecto consecutivo puede ser una continuación territorial de la de un dialecto constitutivo (la Cataluña Nueva y la Comunidad Valenciana) o pueden estar separadas (las Islas Baleares y Alguer).
La lengua occitana está formada fundamentalmente por dialectos constitutivos, salvo las pequeñas colonias que forman islotes lingüísticos en Italia. La península italiana es ocupada por variedades constitutivas, fuera de los islotes lingüísticos no romances que en ella se encuentran (albanés, croata, griego, walser...). El francés tiene dialectos consecutivos en América (Canadá y Luisiana). En un sentido amplio, todas las lenguas románicas son variedades consecutivas del latino del Lacio.